# الطريق السريع موريس

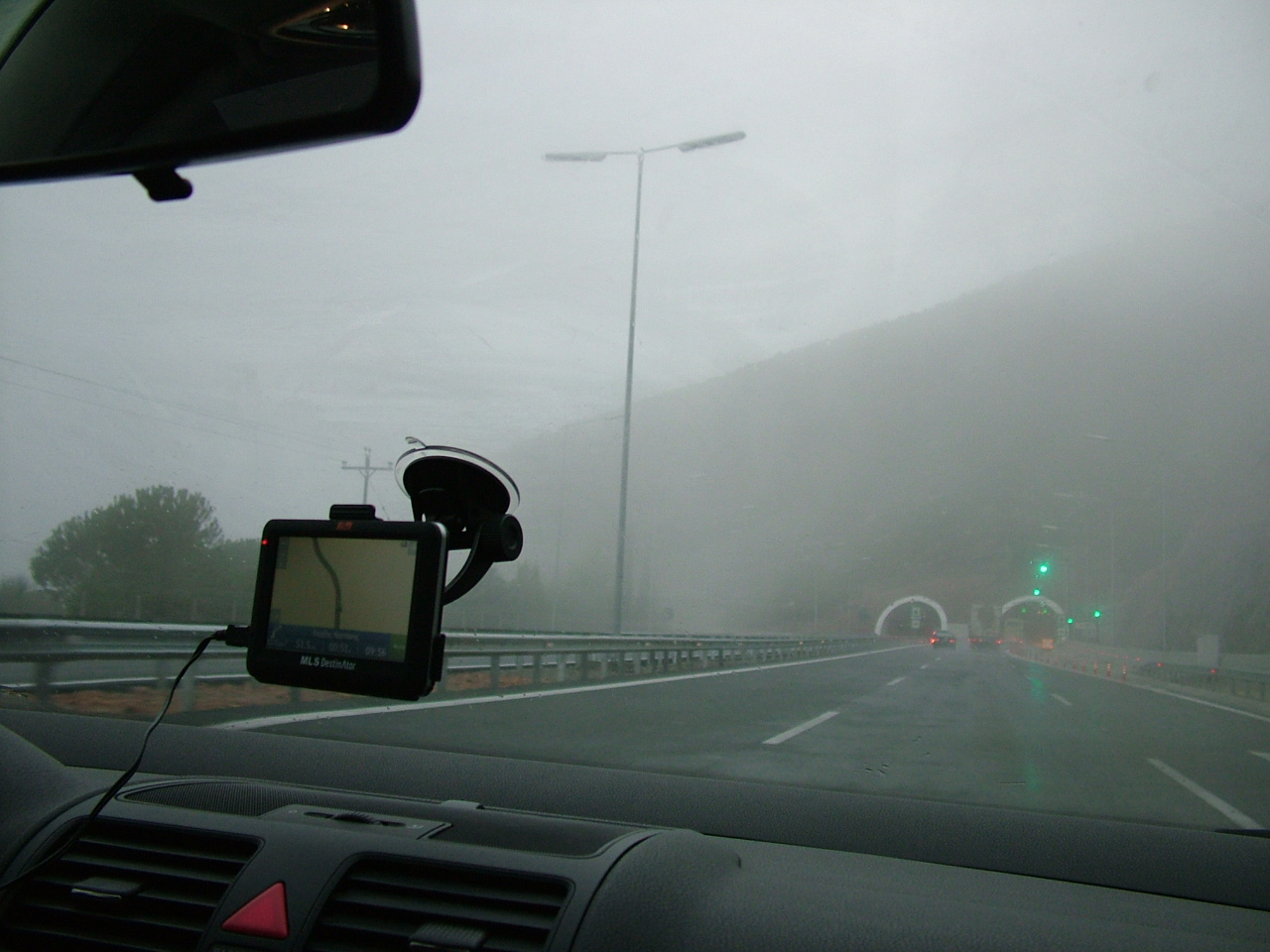
الطريق السريع موريس

الطريق السريع موريس ((باليونانية: Αυτοκινητόδρομος Μωρέας)‏ هو الطريق السريع في منطقة البيلوبونيز، اليونان. يبدأ الطريق أ 7 إلى الغرب مباشرة منبرزخ كورنث، متفرعًا عن الطريق الوطني اليوناني 8 أ (Greek National Road 8a) (والذي أصبح مدمجًا الآن في أولمبيا أودوس (Olympia Odos)). ويربط كورنث وكالاماتا عبر تريبولي.
كجزء من اتفاقية الامتياز (Concession (contract)) بين الدولة اليونانية والائتلاف التجاري الذي يعمل على الطريق السريع (Moreas S.A.) ، فإن الأخير مسؤول عن بناء أ 7 وتشغيله وصيانته وتحديثه. في الأقسام الحالية من الطريق السريع، تتضمن التحسينات تقويم المنحنيات الخطرة، وبناء أنفاق جديدة، واستكمال نفق آرتميسيوم، وإضافة المزيد من تركيبات الإضاءة وتحسين متوسط المسافة.

## الطول
- كورنث إلي تريبولي: 74 كم (46ميل)
- كورنث إلي كالاماتا: 147 كم (91 ميل)
- ليفكيرتو إلي أسبرطة: 45,5 كم (28 ميل)
- مجموع الطول: 205 كم (127 ميل)

## روابط خارجية
- (باليونانية)

- (بالإنجليزية)